# Повесть о Гэндзи (аниме, 1987)
«Повесть о Гэндзи» (яп. 源氏物語 гэндзи моногатари) — анимационный фильм японского режиссёра Гисабуро Сугии, снятый в 1987 году по мотивам одноимённого классического романа.
Аниме отличается неторопливостью повествования и отступлениями от сюжета. Это было неоднозначно воспринято критиками: некоторые сочли фильм невероятно скучным, другие оценили «дерзость» режиссёра.

## Сюжет
Молодой принц Гэндзи, сын японского императора Кирицубо, одаренный молодой человек, который не может найти применение своим талантам при дворе, и погружается в государственные интриги и любовные связи. Его также преследуют воспоминания о смерти матери-императрицы. Гэндзи влюбляется в наложницу отца, Леди Фудзицубо, при этом за его сердце также борются жена, леди Аой, и другая возлюбленная Рокудзё. В центре фильма находится любовный конфликт.

## Роли озвучивали
- Морио Кадзама — Гэндзи
- Мивако Кадзи — Леди Рокудзё Миясундокоро
- Рэйко Тадзима — Леди Аой
- Дзюн Фубуки — Леди Обородзукиё
- Мидори Хагио — Югао
- Мэгуми Ёкояма — Леди Мурасаки
- Нати Нодзава — Император Кирицубо
- Фудзио Токита — Китаямский отшельник
- Рэйко Охара — Леди Фудзицубо
- Сигэру Ядзаки — Корэмицу
- Масанэ Цукаяма — То-но-Тюдзё
- Хисако Оката — Леди Кокидэн
- Тикао Оцука — Правый министр
- Кинто Тамура — Левый министр
- Горо Ная — Старший священник

## История создания
Выпуск аниме был приурочен к юбилею японской газеты «Асахи симбун», которая также спонсировала аниме. Сюжет покрывает 4—10 главы книги, фокусируясь на любовных отношениях главного героя. Предполагается, что Сугии счел этот сюжет более интересным для современной аудитории, чем интриги государственного двора или поэтические дебаты.
Музыку к аниме написал Харуоми Хосоно. Многие сцены состоят из статичных кадров. Также была использована компьютерная графика.

## Музыка
| №   | Название              | Длительность |
| --- | --------------------- | ------------ |
| 1.  | «Tsukiyomi»           | 3:03         |
| 2.  | «Rajyoumon»           | 4:10         |
| 3.  | «Fujitsubo»           | 3:03         |
| 4.  | «Asatsuyu»            | 3:04         |
| 5.  | «Wakamurasaki»        | 3:43         |
| 6.  | «Miyasunkodoro»       | 2:59         |
| 7.  | «Ukihashi»            | 3:57         |
| 8.  | «Kechigan»            | 3:02         |
| 9.  | «Samidare goma kitou» | 6:46         |
| 10. | «Hikari»              | 3:06         |
| 11. | «Kodama»              | 5:16         |
| 12. | «Mai»                 | 5:45         |

Кото, продюсер — Харуоми Хосоно, запись — Хироси Харагути на студии Kujaku-an, Asigara, сведение — Синъити Танака в Onkio Haus, ремастеринг — Такаёси Манабэ. Правами на переиздание 2009 года владеет Sony Music Entertainment.

## Выпуск на видео
Аниме впервые вышло в 1988 году на VHS и LaserDisc при поддержке «Асахи симбун». Kadokawa в 2014 году издала DVD в формате 1,78:1 (16:9 LB), звук был Dolby Digital 2.0. В 2018 году фильм был выпущен Anime House в Германии и Франции на Blu-ray со звуком DTS-HD Master Audio 2.0.

## Критика
Борис Иванов на сайте «Аниме и манга в России» заметил, что экранизация ориентирована в первую очередь на японских школьников. По мере возможности создатели пытались передать не столько запутанную канву событий романа, сколько его эстетику и атмосферу эпохи Хэйан. Нет никаких точных соответствий, кто именно был прототипом Гэндзи. В основу художественного решения легла традиционная японская графика. Поэтому аниме предназначается и для изучающих историю и культуру Японии, но зрителям, далёким от этого, не рекомендуется во избежание зря потраченного времени.
Аниме-экранизация интересует зрителя не столько с точки зрения достоверности, сколько как самостоятельное произведение, существующее в рамках «феномена Гэндзи». Без чтения первоисточника, в хитросплетениях сюжета разобраться непросто. Основная идея: Гэндзи, рано лишившийся матери, хочет найти близкого человека, способного освободить его от одиночества и помочь осознать бренность этого мира. Весна связана для японцев с цветением сакуры, и белые лепестки стали для молодого человека символом разлуки и смерти. Каждый новый роман, соблазн и приключение являются очередным бегством. Group TAC спасли Гэндзи от обречённости с помощью юной Мурасаки. Красочный поединок с цветущим деревом придаёт аниме завершённость. Значительное место уделено мистической составляющей: сверхъестественные сцены нарисованы в манере кайдана. Главным достоинством выступают фоны и стиль изображения персонажей. Разумеется, история любви и страсти не обошлась без эротики, но с чувством меры. Музыка, исполненная на классических японских инструментах, идеально сочетается с происходящим на экране и подчёркивает настроение. Современных людей «Повесть о Гэндзи» отпугнёт недостатком динамики и развития сюжета. Как бы то ни было, студии удалось передать дух литературного произведения средствами анимации.